# 川中 (下関市)
川中（かわなか）とは、山口県下関市新下関地区の西部からJR山陰本線綾羅木駅付近一帯にかけてを指す地域名称。厳密には下関市役所支所設置条例で示された下関市役所川中支所の所管する区域にあたる。
本項では同地域にかつて所在した豊浦郡豊西下村（とよにししもそん）、川中村（かわなかそん）についても述べる。

## 地域概要
下関中心市街地から北へ約6km、旧下関市の西方に位置し、西側を響灘に面し、JR山陽本線・山陰本線、国道191号、域内の北部を流れる綾羅木川沿いに開けた地域である。地区の北部を山口県道259号新下関停車場線、南部を市道垢田楠乃線が通過し、主要な生活道路となっている。
登録人口は33,344人（2009年2月28日現在、下関市役所ホームページによる。）で、旧下関市内で本庁地区を除いて最も人口が多い。
地区面積は11.20km2。（2007年10月1日現在、下関市役所ホームページによる。）
土地利用について、町全体として住宅を主とするが、国道191号沿線には商業施設・店舗が並び、綾羅木郷遺跡より東は田園が広がる。
北は安岡地区、東は勝山地区（新下関地区）、南は本庁地区（旧々市部）の山の田と隣接する。（西は響灘）

## 地名由来と地域のあゆみ
川中の町名は、この地区が綾羅木川がなす沖積平野に位置することによる。旧豊浦郡内の豊西下村（とよにししもそん）が川中村に改称し、1937年（昭和12年）に下関市へ編入。
近年、宅地造成が進み、飛躍的に人口が増大した。2008年3月には山陰本線綾羅木駅の北1.1 kmの位置に梶栗郷台地駅が新設された。（かつて戦前には同駅の近くに「梶栗駅」があり、事実上67年ぶりの駅復活）

### 自治体としての沿革
- 1889年（明治22年）4月1日 - 町村制の施行により、石原村、有富村、延行村、伊倉村、熊野村、稗田村、垢田村、綾羅木村が合併して豊浦郡豊西下村が発足。
- 1914年（大正3年）9月1日 - 豊西下村が改称して川中村となる。
- 1937年（昭和12年）11月15日 - 川中村が下関市に編入。同日川中村廃止。

## 地域区分
川中は、地区内にある小学校の校区をもとにすると、川中、綾羅木（あやらぎ）、垢田（あかだ）、熊野に分けられる。町名を元に分けると、さらに川中・綾羅木・稗田・垢田・熊野・伊倉に分けられる。都市化に伴い住居表示が行われた関係で、町名はさらに細分化されている。綾羅木地区は綾羅木、引田、延行からなり依然として良好な水田を保つ農業地域である。垢田の一部も農業地域を保ち、トマト栽培が有名である。

## 名所・旧跡
- 綾羅木郷遺跡、延行条理遺跡の他、弥生・古墳時代遺跡が多い。
- 中山神社 愛新覚羅社
- 綾羅木海水浴場

## 文化・観光・娯楽施設
- 下関市立考古博物館
- 下関市リサイクルプラザ（しものせき環境みらい館）

## 商業施設
- ハイパーモールメルクス綾羅木
- ゆめシティ